# Замок Ардгіллан

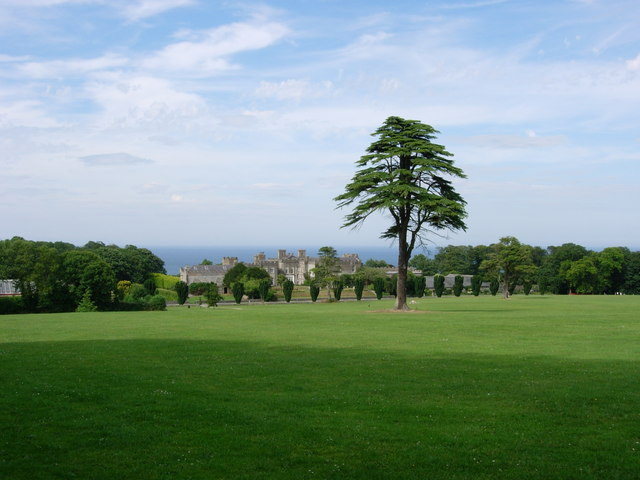
Вид з замку Ардгіллан на Ірландське море.

Замок Ардгіллан (англ. Ardgillan Castle) — один із замків Ірландії, розташований в графстві Дублін, боблизу Балбріган та Фінгал. Замок побудований як заміський будинок. Маєток навколо замку — стара феодальна вотчина має більше 200 акрів землі. Будівля з видом на береги Бврнагера та Балбрігган (Ірландське море). Замок має два поверхи і підвали. Захадне і східне крило замку були для прислуги. Замок тепер відреставрований і відкритий для відвідувачів. Замок оточений лісом та луками. Біля замку є парк та розарій, зимовий сад у вікторіанському стилі, теплиці.

## Історія замку Ардгіллан
Попереднім власником землі, де нині стоїть замок Ардгіллан був Роберт Ашер — винний торговець з Таллахта. Коли преподобний Роберт Тейлор купив цю землю, земля була оточена досить густими і дикими лісами, тому господар найняв охорону з солдатів. Він платив їм гроші, забезпечував їжею, ліжком та видавав ірландське віскі сорту «Бушмілс», що доставляли за ціною 2 шилінги і 2 пенси за галон.
Замок був побудований преподобним Робертом Тейлором в 1738 році. Замок залишався власністю родини Тейлора до 1962 року, коли маєток і замок було продано Герріху Поттсу Вестфальському.
У 1982 році маєток було продано компанії «Фінгал Конті Консіл», було здійснено ремонт і реставрацію, замок був відкритий для публіки в 1992 році. Тодішній президент компанії — Мері Робінсон.

## Привиди замку Ардгіллан
Про замок Ардгіллан є легенда. Буцімто в замку бачили привид леді Стайрс. Про цю леді розказують наступне. Вона була дружиною моряка. Чоловік її не повернувся з плавання, а вона чекала на нього стоячи на мосту залізниці Дублін — Белфаст і дивилася в сторону Ірландського моря. Чекала не сходячи з мосту, доки не померла. Кажуть, що якщо прийти на цей міст в ніч на Самайн, то можна зустріти привид цієї жінки, вона може скинути необережного в море і втопити. Цей міст був пошкоджений вантажівкою під час страйку в 2006 році, але потім був відремонтований у 2007 році і відкритий для відвідувачів.

## Залізнична лінія Дублін— Белфаст та замок Ардгіллан
Міст леді Стайрс вважається одним із найкращих і найцікавіших залізничних мостів в Ірландії. Міст і залізничну лінію можна оглянути з вершини пагорба, що поруч.

## Замок для відвідувачів
Для відвідувачів замку передбачені численні послуги. Є номери на першому поверсі, кухня, екскурсії для відвідувачів. Є кімнати для чаю. На другому поверсі колишні спальні використовуються для класів і виставок, в тому числі для постійної експозиції. Є кімнати для невеликих групових зустрічей і семінарів.
Є новий центр розташований в колишньому будинку садівника в кутку Парку Троянд.
У 2005 році у садибі провидили кілька концертів просто неба в літню пору.